# Chlorogaster
Chlorogaster is een monotypisch geslacht van schimmels uit de familie van de Sclerodermataceae. Het bevat alleen de soort Chlorogaster dipterocarpi.